# مجلس الوزراء الكويتي 2019
مجلس الوزراء الكويتي 2019 أو الحكومة الكويتية السادسة والثلاثون أو حكومة صباح الخالد الأولى هي الوزارة رقم 36 في تاريخ دولة الكويت منذ الاستقلال عام 1961، تشكّلت في تاريخ 17 ديسمبر 2019، برئاسة الشيخ صباح الخالد الحمد الصباح.

## التشكيلة الوزارية
- رئيس الوزراء: صباح خالد الحمد الصباح[1]
- نائب أول لرئيس مجلس الوزراء ووزير الدفاع: أحمد منصور الأحمد الصباح
- نائباً لرئيس مجلس الوزراء ووزيراً للداخلية ووزير دولة لشؤون مجلس الوزراء: أنس الصالح
- وزيراً للتجارة والصناعة: خالد الروضان
- وزيراً للإعلام ووزير دولة لشؤون الشباب: محمد الجبري
- وزيراً للصحة: د. باسل الصباح
- وزيراً للعدل ووزيراً للأوقاف والشؤون الإسلامية: د. فهد العفاسي
- وزيراً للنفط ووزيراً للكهرباء والماء بالوكالة: د. خالد الفاضل
- وزيراً للشؤون الاجتماعية ووزير دولة للشؤون الاقتصادية: مريم العقيل
- وزيراً للخارجية: د. أحمد ناصر المحمد الصباح
- وزيراً للأشغال العامة ووزير دولة لشؤون الإسكان: د. رنا الفارس
- وزيراً للتربية ووزيراً للتعليم العالي: د. سعود هلّال الحربي
- وزير دولة لشؤون الخدمات ووزير دولة لشؤون مجلس الأمة: مبارك الحريص
- وزير دولة لشؤون البلدية: وليد الجاسم
- وزيرا للمالية: براك الشيتان